# Gmina Kohtla-Nõmme
Gmina Kohtla-Nõmme (est. Kohtla-Nõmme vald) – gmina wiejska w Estonii, w prowincji Virumaa Wschodnia.